# 254 Августа
254 Августа (254 Augusta) — астероїд головного поясу, відноситься до світлого спектрального типу S. Був відкритий 31 березня 1886 року Йоганном Палізою у Віденскій обсерваторії та названий на честь Августи фон Літтрови (нім. Auguste von Littrow), дружини відомого австрійського астронома Карла фон Литтрова (нім. Karl Ludwig von Littrow).